# أليكس شوازر
أليكس شوازر (بالإنجليزية: Alex Schwazer) (مواليد 26 ديسمبر 1984)، هُو رياضي إيطالي مُتخصص في سباقات المشي. حاز على الميدالية الذهبية في سباق 50 كيلومتر خلال دورة الألعاب الأولمبية الصيفية 2008 في بكين، إضافة إلى تحقيقه لرقم أولمبي جديد بتوقيت 3:37:09.

## وصلات خارجية
- أليكس شوازر على موقع الاتحاد الدولي لألعاب القوى (الإنجليزية)
- أليكس شوازر على موقع الاتحاد الإيطالي لألعاب القوى (الإيطالية)
- أليكس شوازر على موقع اللجنة الأولمبية الدولية (الإنجليزية)
- أليكس شوازر على موقع أوليمبيديا (الإنجليزية)
- أليكس شوازر على موقع اللجنة الأولمبية الإيطالية (الإيطالية)